# Domingo Dominguín (Domingo González Mateos)
Pour les articles homonymes, voir Dominguín.
Domingo González Mateos plus connu sous le nom de Domingo Dominguín ou encore Dominguín III, né le 4 août 1895 à Quismondo (Espagne, province de Tolède), mort le 21 août 1958 à Madrid, est un matador espagnol. Il est le premier d'une dynastie dont l'élément le plus célèbre est Luis Miguel Dominguín.

## Présentation  et carrière
Né dans une famille de paysans, il abandonne la terre pour se lancer dans des capeas de village avant de prendre  l'alternative  le 26 septembre 1917 à Madrid avec pour parrain Joselito (José Gómez Ortega) devant un taureau de l'élevage Contreras.
Jusqu'en 1922 il se maintient à un niveau honorable, puis rapidement, il décline et quitte la profession.
Il est le père d'une dynastie de toreros comprenant notamment Pepe Dominguín, Luis Miguel Dominguín, Domingo Dominguín (Domingo González Lucas).
Il devient ensuite un apoderado et un organisateur remarquable, gérant les carrières de  son plus jeune fils, Luis Miguel et de son futur gendre Antonio Ordóñez.
Dans l'arbre généalogique des Dominguín, il est considéré comme Dominguín III, père de cinq enfants dont Pochola, dont la fille Lydia épouse Ángel Teruel, Domingo Dominguín V, dont la fille épouse Curro Vázquez, José « Pepe » (Dominguín VI), Luis Miguel dont le fils Miguel Bosé devient chanteur, et le cinquième enfant est une fille, Carmina, qui épouse Antonio Ordóñez. Une des deux filles de ce dernier couple, Carmen, épousera Paquirri